# Szalai Tamás (labdarúgó, 1980)
Szalai Tamás (Székesfehérvár, 1980. január 10. –) magyar labdarúgó. Volt a Videoton és a ZTE játékosa is. Jelenleg a Nyíregyháza Spartacus pályaedzője.

## Pályafutása
1998. október 24-én egy Vác FC elleni bajnoki mérkőzésen mutatkozott be az élvonalban, a Videoton FC színeiben.
2009 nyarán érkezett a ZTE csapatához. Első bajnoki mérkőzésén július 25-én lépett pályára a Paksi SE ellen 2–1-re megnyert találkozón. Csereként 9 percet játszott.
2011 telén 2013 nyaráig tartó szerződéshosszabbítást írt alá.

## Sikerei, díjai
Videoton FC
- Másodosztályú magyar bajnok: 2000[3]
- Magyarkupa-döntős: 2001

ZTE
- Magyarkupa-döntős: 2010